# 金鎮民
金鎮民（韓語：김진민，1972年—），韓國電視劇導演。

## 作品列表

### 電視劇
- 2004年：MBC《英雄時代》
- 2005年：MBC《辛旽》
- 2007年：MBC《狗與狼的時間》
- 2008年：MBC《甜蜜的人生》
- 2010年：MBC《Road No. 1》
- 2012年：MBC《武神》
- 2014年：MBC《傲慢與偏見》
- 2015年：MBC《華政》
- 2016年：MBC《結婚契約》
- 2017年：tvN《她愛上了我的謊》
- 2018年：tvN《武法律師》
- 2019年：Netflix《人性課外課》
- 2021年：Netflix 《以吾之名》

### 電影
- 2004年：《再見UFO》
- 2013年：《珍貴的愛》

## 獲獎
- 2016年：第9屆韓國電視劇節－導演賞（結婚契約）

## 外部連結
- NAVER （页面存档备份，存于）